# Chó ngao Ấn Độ

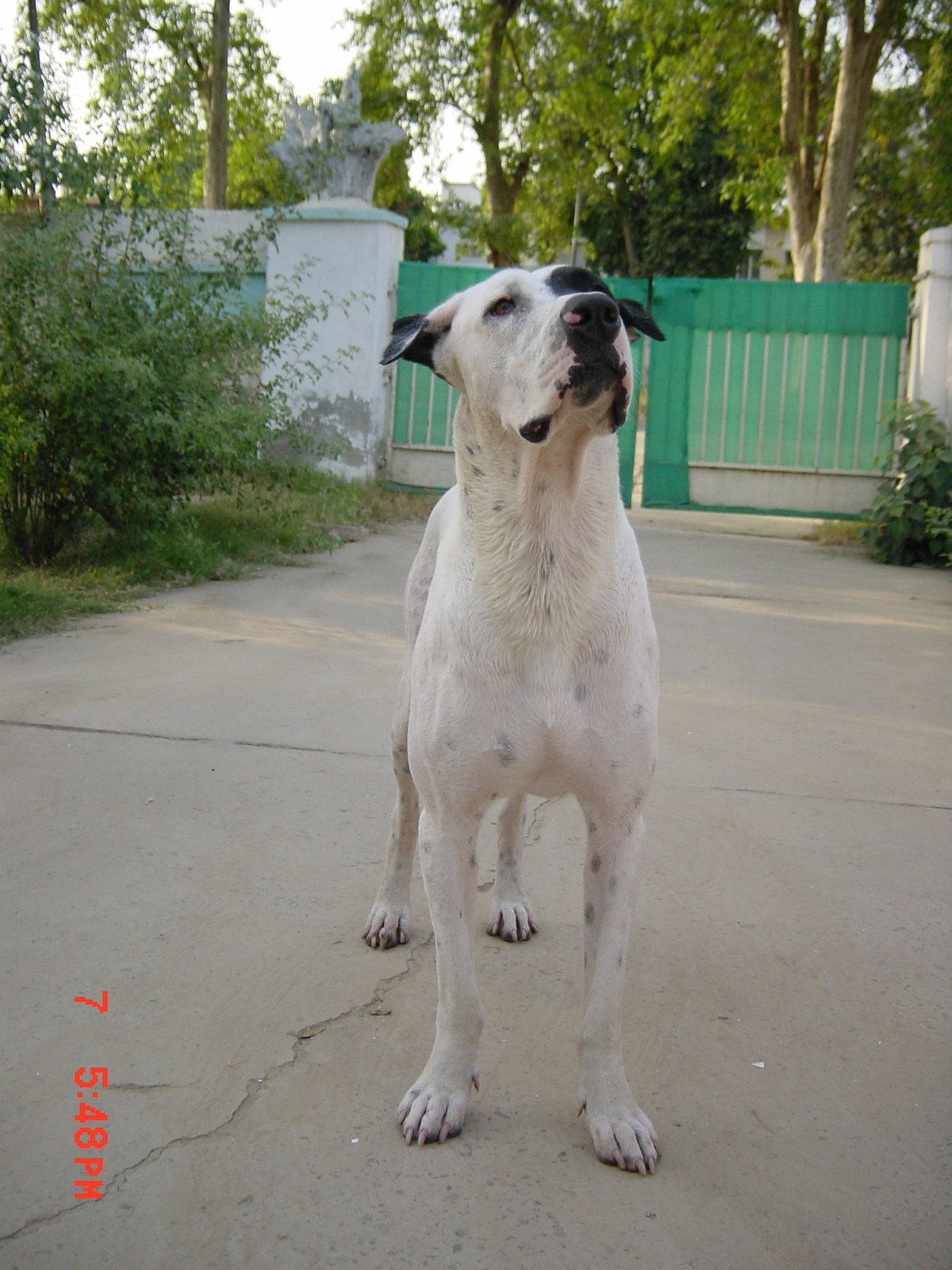
Một con chó lai

Chó ngao Ấn Độ hay còn gọi là chó ngao Kumaon (tiếng Kumauni: सिप्रो कुकुर/Cypro kukur) hay cũng còn gọi là Bulli là một giống chó ngao có nguồn gốc từ Ấn Độ tại bang Uttarakhand. Chúng là thể loại chó được sinh ra để dành cho công việc, nhất là để làm chó bảo vệ hay chó trông nhà, và ở một số nơi còn dùng chúng như chó chọi.

## Đặc điểm
Toàn thân chúng có lông ngắn thường có màu trắng, tuy nhiên cũng có màu nâu vàng, đen, vện đều được chấp nhận. Mõm của chúng đen, da cổ và mõm trùng. Ức sâu và bốn chân cơ bắp. Đuôi dài và đen. Đôi tai vểnh, ở vị trí cao trên đầu thủ. Nó có bước đi dài và duyên dáng. Khối lượng của chúng thường nặng khoảng 150 đến 170 cân Anh (67,7 kg đến 76,5 kg), có thể đạt đến 200 cân Anh (90 kg) đặc biệt đối với con đực. Chúng thường cơ bắp và khung xương lớn.
Những con chó ngao Ấn Độ ngày này có thể hình ngang tầm với giống chó ngao Kumaon nguyên thủy, có những thời điểm, những con chó ngao này có kích thước 76,2 đến 86,3 cm (30–34 inches) và cực kỳ dẻo dai và khỏe mạnh hơn nhiều so với loài có ngao Anh cổ xưa (Old English Mastiff). Nhưng trong khoảng gần 150 năm vừa qua, tầm vóc của những con Ngao Ấn Độ đã giảm xuống còn 73,6 đến 76,2 cm (29–30 inches). 

## Sử dụng
Chúng nổi tiếng về sự hiếu chiến và bảo vệ, có bản năng bảo vệ mạnh mẽ do bản chất đặc thù công việc của chúng. Việc hòa đồng với xã hội khi còn nhỏ sẽ làm chúng trở thành những con chó thân thiện. Chúng không phù hợp với những người nuôi chó lần đầu. Với kích thước to lớn mạnh mẽ, tốt nhất là cần một người chủ có kinh nghiệm trong huấn luyện.
chó Ngao Ấn Độ đã được sử dụng cho những cuộc săn lớn. Nhưng một sự thay đổi bất ngờ trong những cuộc săn khi những gia đình Hoàng Tộc Ấn Độ dùng những con báo săn Cheetah thay cho những con Ngao Ấn Độ. Việc này đã đẩy những con Ngao Ấn Độ ra khỏi công việc của chúng và đưa chúng trở lại công việc là chó bảo vệ và những con chó chọi. Theo thời gian, người ta quên những con chó này và những con Ngao Kumaon trở nên hiếm hoi. Người ta phát hiện ra những con Ngao Ấn Độ đã giảm bản năng của chúng đôi phần khi làm việc. Tuy nhiên, viễn cảnh năm 1864 của loài Ngao Ấn Độ vẽ nên một bức tranh đẹp đối với giống này.
Những con chó ngao Ấn Độ cũng được sử dụng như những con chó chọi tại Pakistan, nơi mà sau đó chúng được gọi là Bully Kutta, từ khi mà hầu hết những con chó chiến binh Pakistan (tất cả những giống chó ngao dùng cho những cuộc chọi chó) đều được gọi là Bully Kutta. Nay, những con chó ngao Ấn Độ được sử dụng tại Pakistan như những con chó chọi tuyệt vời (Exellent Fighting Dogs) và cũng được biết đến như một trong những loài chó bảo vệ nguy hiểm nhất, vượt xa những con chó Bully Kutta đích thực.